# Unbreakable Kimmy Schmidt : Kimmy contre le révérend
Pour plus de détails, voir Fiche technique et Distribution.
Unbreakable Kimmy Schmidt : Kimmy contre le révérend est un téléfilm interactif sorti en 2020 sur la plateforme de streaming Netflix.
Réalisé par Claire Scanlon, il s'agit de la conclusion de la série Unbreakable Kimmy Schmidt créée par Tina Fey et Robert Carlock, dont la quatrième et dernière saison s'est achevée l'année précédente. Il réunit l'intégralité du casting de la série, avec Ellie Kemper, Tituss Burgess, Jane Krakowski et Carol Kane qui donnent la réplique à Daniel Radcliffe. Ce dernier interprète le prince Frederick, le fiancé de Kimmy.
Hommage aux « livres dont vous êtes le héros », il en suit le modèle, proposant au spectateur de faire des choix pour arriver à une conclusion positive.
Netflix retire le film de la plateforme le 12 mai 2025, car jugé trop contraignant techniquement,,.

## Synopsis
Plusieurs années après les événements de la série, Kimmy va épouser son fiancé, le prince Frederick, aussi décalé et maladroit socialement qu'elle. Ses amis Titus, Jacqueline et Lilian, ainsi que Xan, sont présents pour l'aider à organiser les préparatifs, Titus se préparant également au tournage d'un nouveau film.
Trois jours avant le mariage, Kimmy découvre un livre dont vous êtes le héros, Le mystère de l'espion mystérieux. Cet ouvrage l'amène à réaliser que le révérend Richard Wayne Gary Wayne, toujours en prison, tenait sous sa coupe un autre bunker, en plus de celui dans l'Indiana, et que d'autres femmes vivent toujours dans la terreur qu'elle-même a connu. Elle part à leur recherche, alors que le révérend vient de s'évader...

## Distribution
- Ellie Kemper (VF : Laëtitia Godès) : Kimmy Schmidt
- Tituss Burgess (VF : Diouc Koma) : Titus Andromedon
- Jane Krakowski (VF : Véronique Alycia) : Jacqueline White
- Carol Kane (VF : Véronique Augereau) : Lilian Kaushtupper / Fiona
- Daniel Radcliffe (VF : Kelyan Blanc) : le prince Frederick, le fiancé de Kimmy
- Jon Hamm (VF : Serge Biavan) : le révérend Richard Wayne Gary Wayne
- Lauren Adams : Gretchen Chalker
- Sara Chase : Cyndee Pokorny
- Sol Miranda : Donna Maria Nuñez
- Amy Sedaris : Mimi Kanassis
- Dylan Gelula : Xanthippe Voorhees
- Jack McBrayer : Sandy Parcell
- Heidi Gardner : Jenny
- Zak Orth : Cody Santimonio
- Tanner Flood : Buckley Voorhees
- Mike Britt : Walter Bankston
- Fred Armisen : Robert « Bobby » Durst
- Mike Carlsen : Mikey Politano
- Stephanie D'Abruzzo : Jan
- Niceto Darcey Festin : George Georgiulio
- Josh Groban : lui-même
- Bowen Yang : Kim Jong-un
- Johnny Knoxville (VF : Emmanuel Curtil) : C. J.

## Nominations
- 72e cérémonie des Primetime Emmy Awards : Meilleur acteur dans un second rôle dans une mini-série ou un téléfilm pour Tituss Burgess et Meilleur téléfilm
- 20e cérémonie des Black Reel Awards : Meilleur acteur dans un second rôle dans un téléfilm ou une mini-série pour Tituss Burgess
- 17e cérémonie annuelle des Gold Derby Awards : Meilleur second rôle dans un téléfilm ou une mini-série pour Tituss Burgess et Meilleur téléfilm
- Online Film & Television Association Awards : Meilleur film